# クリスマス・カード

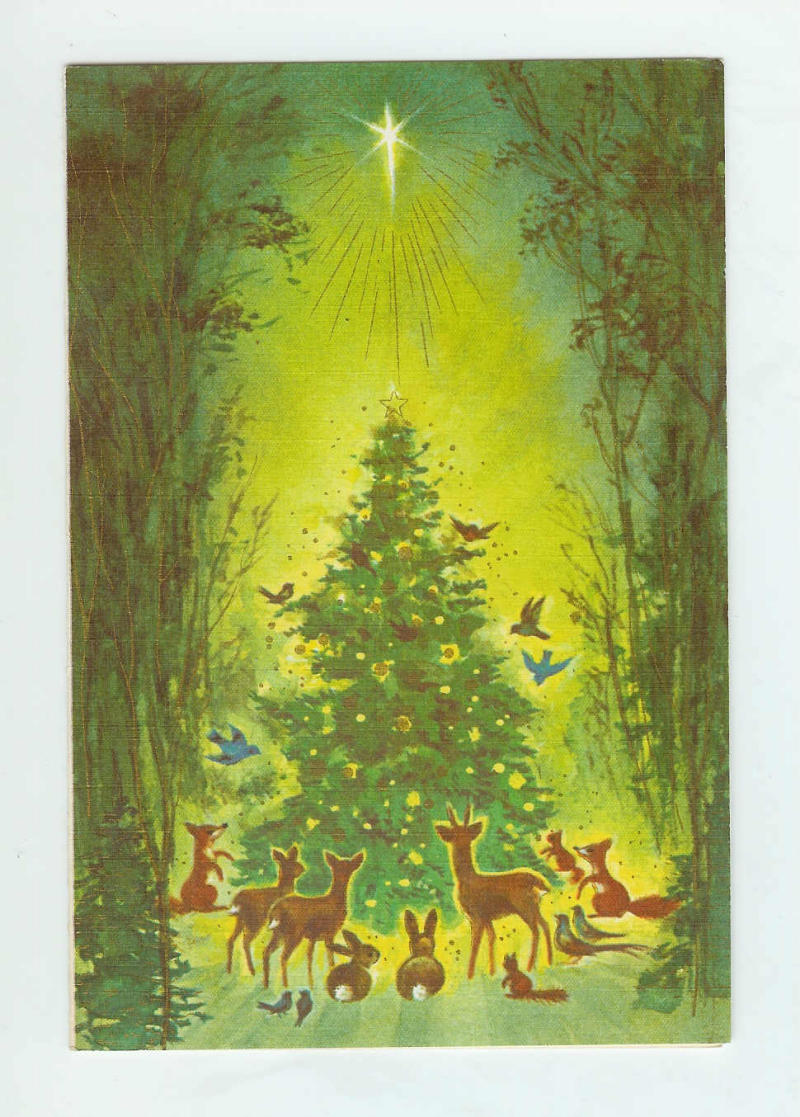
1950年のクリスマスカード

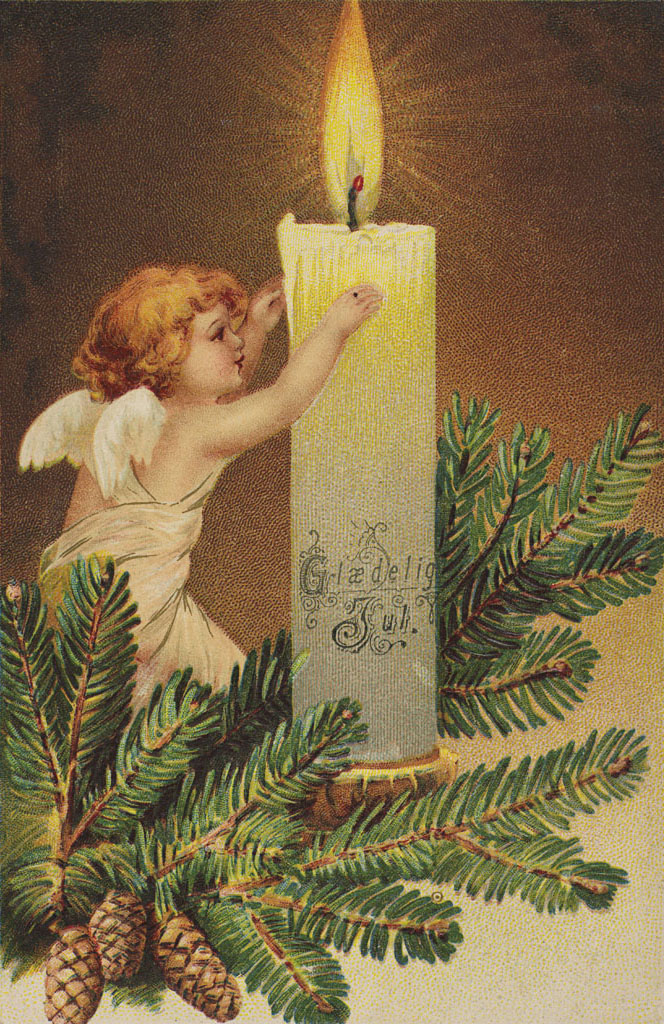
ノルウェーの1906年のクリスマスカード

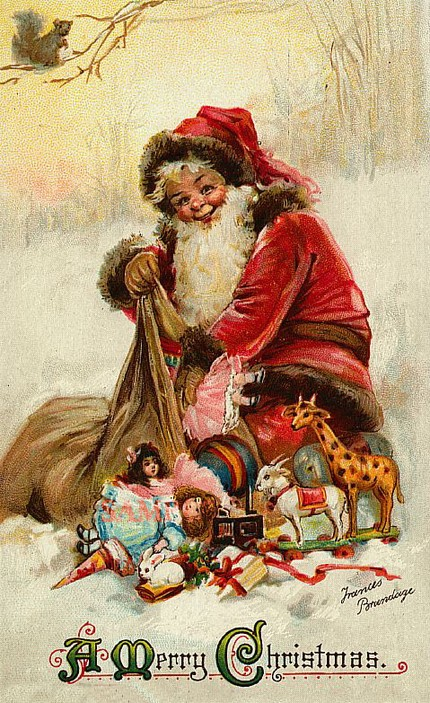
1937年

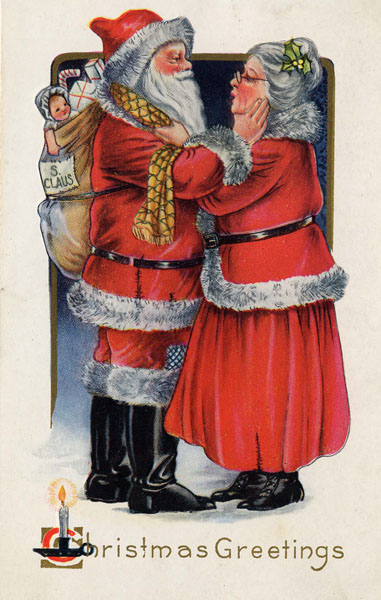
1919年

クリスマス・カード（英語: Christmas card）とは、クリスマスを祝って送られるグリーティングカードのことである。クリスマスのお祝いの言葉や相手を思いやる言葉などが書かれる。クリスマスにちなんだイラストや絵画などが描かれているものが多く、シンプルなものから非常に凝ったものまで様々なタイプのものがある。

## 概要
欧州、北米、南米などではキリスト教徒であるかどうかに関わらず一般的な習慣であり、極めて多くの人々がクリスマスカードの交換を行っている。発送の時期としては、一般的に12月の中旬ごろからクリスマス直前である。12月25日直前の一週間は最盛期である（中には12月の初旬に発送する人もある）。

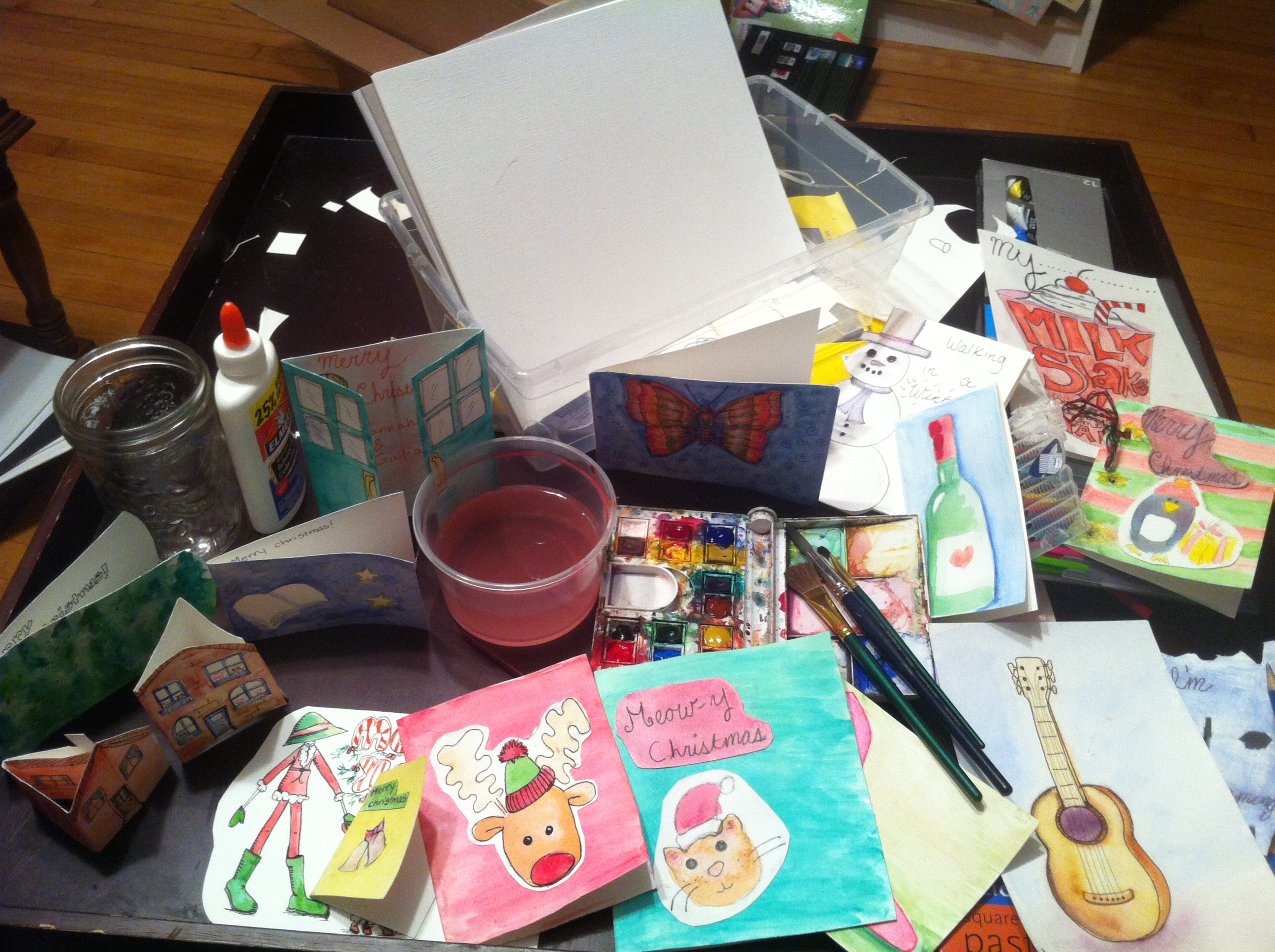
手描きのカード

また、新年のお祝いの言葉も書き添えられることも多い。例えば英語では "Wishing you a Merry Christmas, and a Happy New Year." （メリークリスマス、そして新年おめでとう。）などと書かれていることが多い。
日本では、クリスマス・カードを交換する習慣は一般的では無いが、クリスチャン同士などでは交換していることもある。

## Eカード

### Facebook
Lovely RIN.
Thinking of you with love at Christmas.

### Internet
- 123greetings.com/events/christmas/ - 無料クリスマスカード
- Shutterfly.com - クリスマスカード

### iPhone & iPad Apps
- Cards
- PixieGreeting - 無料 DIY クリスマスカード
- ホリデーカード

## クリスマスカードに書かれる（印刷されている）文の典型例

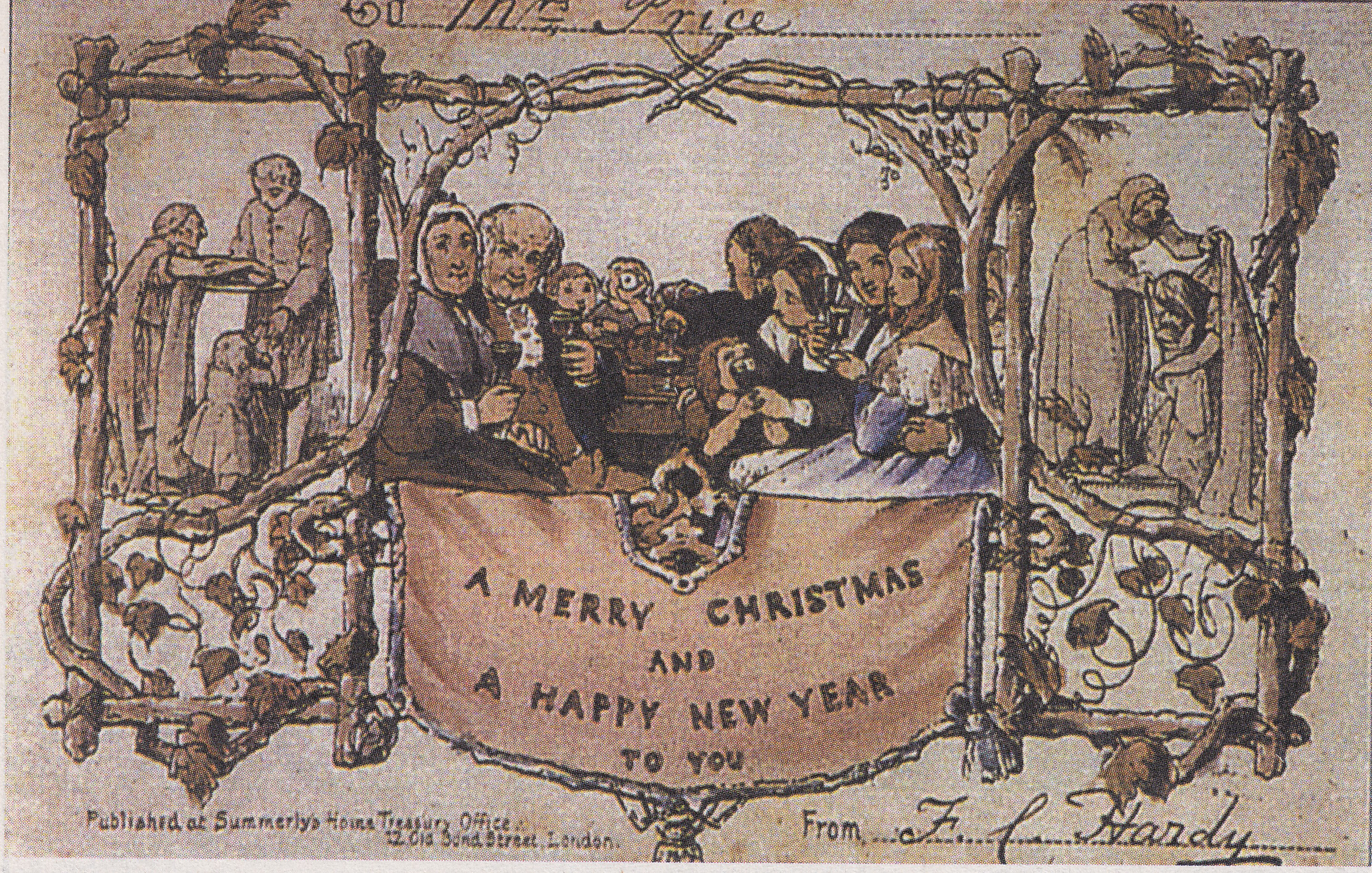
1843年にジョン・コールコット・ホーズリーがデザインしたクリスマス・カードには
A MERRY CHRISTMAS AND A HAPPY NEW YEAR TO YOUの言葉が描かれた

- ドイツ語: Frohe Weihnachten und ein gutes neues Jahr
- オランダ語: Prettige kerstdagen en een gelukkig nieuwjaar
- 英語: Merry Christmas and a Happy New Year（ジョン・レノンの『ハッピー・クリスマス（戦争は終った）』にもそのまま取り入れられている）
- 中国語: 聖誕快樂，新年進歩
- フィンランド語:  Hyvää Joulua ja Onnellista Uutta Vuotta
- フランス語:  Joyeux Noël et Bonne Année
- ポーランド語: Wesolych Swiat i Szczesliwego Nowego Roku
- エストニア語: Häid jõule ja head uut aastat
- ポルトガル語: Boas Festas e um feliz Ano novo
- スペイン語: Feliz Navidad y Próspero Año Nuevo
- スウェーデン語: God Jul och Gott Nytt År
- イタリア語: Buon Natale e Felice Anno Nuovo
- ベトナム語: Chúc mừng Giáng Sinh
- バスク語: Gabon Zoriontsuak eta urte berri on
- タガログ語: Maligayang Pasko at manigong bagong taon